# Joseph Plateau
Joseph Antoine Ferdinand Plateau (Bruxelas, 14 de outubro de 1801 – Gante, 15 de setembro de 1883) foi um físico e matemático belga. Ele foi uma das primeiras pessoas a demonstrar a ilusão de uma imagem em movimento. Para fazer isso, ele usou discos contra-rotativos com imagens desenhadas repetidas em pequenos incrementos de movimento em um e fendas regularmente espaçadas no outro. Ele chamou esse dispositivo de 1832 de fenacistiscópio.

## Vida
Nascido em Bruxelas, estudou na Universidade de Liège, onde doutorou-se em física e matemática em 1829. Em 1835 foi professor de física experimental na Universidade de Gante.

## Pesquisa

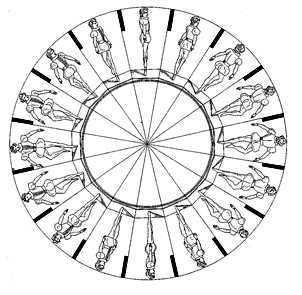
Fenacistiscópio do platô

Cobras animadas de Plateau (fenacistiscópio)

### Óptica
Em 1829, Plateau submeteu sua tese de doutorado a seu mentor Adolphe Quetelet para aconselhamento. Continha apenas 27 páginas, mas formulava um grande número de conclusões fundamentais. Continha os primeiros resultados de sua pesquisa sobre o efeito das cores na retina (duração, intensidade e cor), sua pesquisa matemática sobre as interseções de curvas giratórias (locus), a observação da distorção de imagens em movimento e a reconstrução de imagens distorcidas por meio de discos giratórios contrários (ele os apelidou de discos anortoscópicos). Em 1832, Plateau inventou um dos primeiros dispositivos estroboscópio, o "fenacistiscópio", o primeiro dispositivo a dar a ilusão de uma imagem em movimento. Consistia em dois discos, um com pequenas janelas radiais equidistantes, através das quais o observador podia olhar, e outro contendo uma sequência de imagens. Quando os dois discos giravam na posição correta a velocidade, a sincronização das janelas e das imagens criava um efeito animado. A projeção de fotografias estroboscópicas, criando a ilusão de movimento, acabou levando ao desenvolvimento do cinema cinema.

### Problema de Plateau
Plateau também estudou os fenômenos de capilaridade e tensão superficial. O problema matemático da existência de uma superfície mínima com um determinado limite é nomeado após ele. Ele conduziu estudos extensivos de filmes de sabão e formulou as leis de Plateau, que descrevem as estruturas formadas por esses filmes em espumas.